# Evil twin (tegenpolen)
Een evil twin is de antagonist die voorkomt in vele vormen van fictie. Het personage is qua persoonlijkheid een tegenpool van de protagonist. Het kan een 'echte' tweeling betreffen, maar de term 'tweeling' wordt ook overdrachtelijk gebruikt. De twee personages lijken fysiek dan wel op elkaar, maar de oorzaak moet gezocht worden in bijvoorbeeld parallelle universa of (wetenschappelijke) experimenten. De evil twin kan zowel goed- als kwaadaardig zijn. Indien goedaardig gaat het vaak om een personage dat simpel van geest is en/of een komische rol vervult.

## Oorsprong
Dualisme en het conflict tussen goed en kwaad is een belangrijk element in religie en mythologie. Het zoroastrisme kent de oppergoden Ahura Mazda, geassocieerd met de waarheid, licht, leven en het goede en diens tweelingbroer Angra Mainyu die in alles de tegenpool is van Ahura Mazda. Zij vertegenwoordigen respectievelijk het goede en het kwade. Inheemse Amerikanen aanbeden tweelingbroers, de een goed en de ander slecht, die beiden een rol speelden in creatiemythen. In het christendom wordt Esau als evil twin van Jakob gezien. Volgens Alexander M. Bruce moet het epische gedicht Beowulf ook gezien worden als een verhaal over evil twins waarin de monsters de rol van kwaadaardige tweelingen van de protagonist innemen.

## Fysieke kenmerken

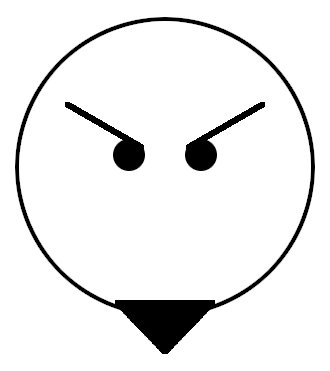
'Boze' wenkbrauwen en een puntige kin, zoals met een sik, worden als bedreigend ervaren.

Vaak draagt de slechte tweelingbroer een sik of een ringbaard. De traditionele sik vindt vermoedelijk zijn oorsprong in de aflevering  Mirror, Mirror van de Originele Star-trekserie. In deze aflevering komt een parallel universum voor met daarin een evil twin van Spock die een sik draagt. Een vroege beschrijving van een behaarde evil twin van een 'geschoren' protagonist is in de Bijbel te vinden. In Genesis 27 beschrijft Jakob zijn broer Esau als een behaarde man en zichzelf als geschoren:
11 Toen zei Jakob tegen Rebekka, zijn moeder: Zie, mijn broer Ezau is een behaarde man en ik heb een gladde huid.
Genesis 27:11 (Herziene Statenvertaling)
Uit onderzoek van Watson en Blagrove (2012) naar emotionele valentie van geometrische vormen is gebleken dat een naar beneden wijzende driehoek als bedreigend wordt gezien. Volgens Esther Inglis-Arkell van Gizmodo zou een sik of ringbaard een gezicht deze vorm geven.

## Doppelgänger
De term 'evil twin' wordt ook wel samen met 'doppelgänger' gebruikt. Toch is er een verschil; volgens de oorspronkelijke definitie is een doppelgänger een metafysisch wezen wiens verschijning een voorteken van onheil kan zijn.